# Coppa Messina 1932

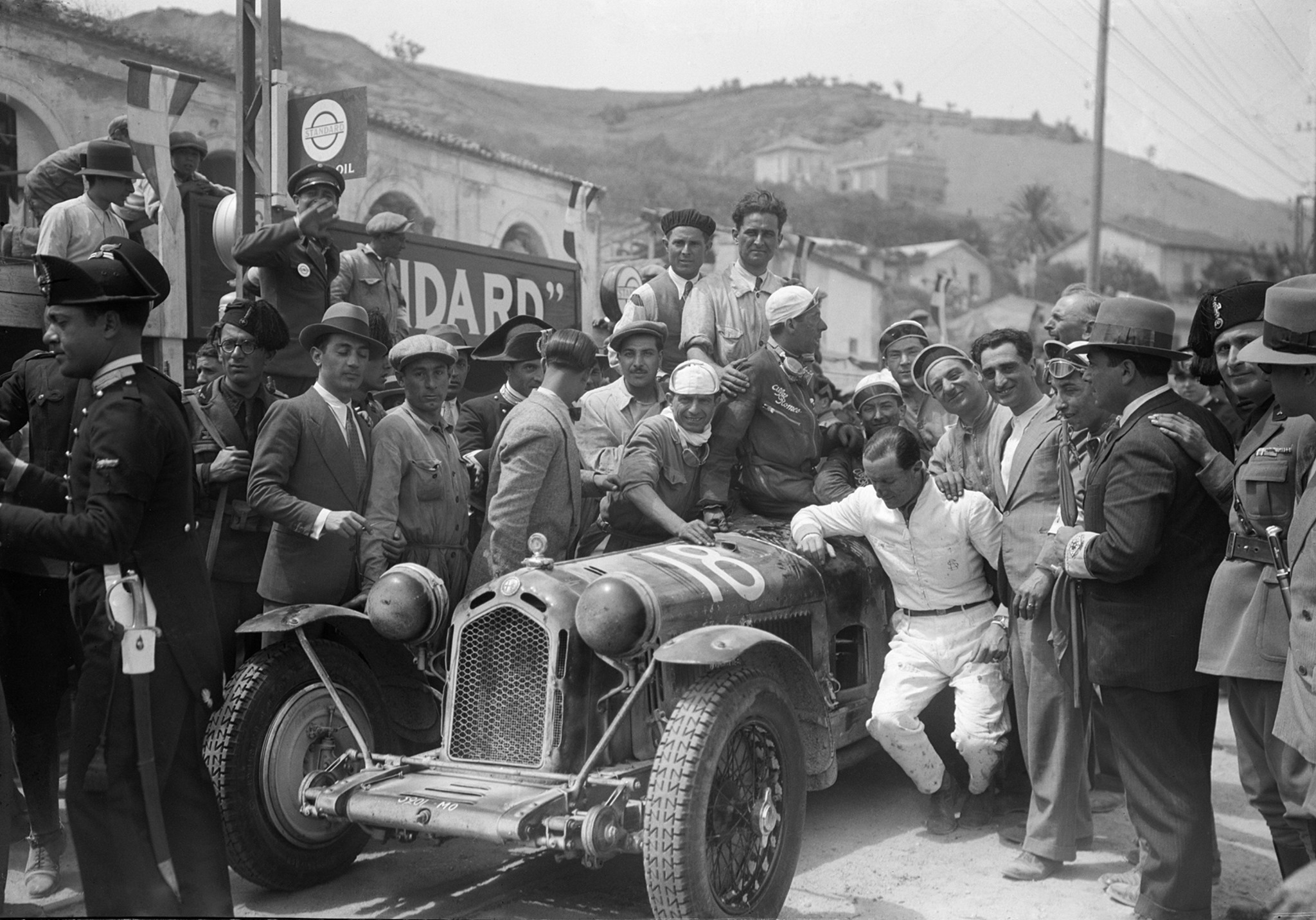
Der Sieger Pietro Ghersi mit seinem Alfa Romeo 8C 2300 Monza

Die Coppa Messina 1932 fand am 15. Mai 1932 auf einem Rundkurs in der Nähe der sizilianischen Stadt Messina statt.

## Das Rennen
Nur drei Tage nach der Coppa della Colonnetta, die mit dem Gesamtsieg von Mario Tadini endete, fand 1932 die Coppa Messina statt. Das Langstreckenrennen auf öffentlichen Straßen war neben der Targa Florio 1932 das zweite Sportwagenrennen dieser Art auf Sizilien. Der Rundkurs bei Messina war 52 Kilometer lang und musste achtmal bewältigt werden. Die Scuderia Ferrari, für die Tadini in Chieti am Start war, hatte nur zwei Tage Zeit um vier Werkswagen nach Messina zu bringen. In dem kleinen Startfeld waren die Scuderia-Alfa-Romeo nicht zu schlagen. Nach fast fünf Stunden Fahrzeiten siegte Pietro Ghersi vor seinen Teamkollegen Antonio Brivio und Guido d’Ippolito.

## Ergebnisse

### Schlussklassement
| 1           |  | 18 | Scuderia Ferrari | Pietro Ghersi    | Alfa Romeo 8C 2300 Monza | 8 |
| 2           |  | 12 | Scuderia Ferrari | Antonio Brivio   | Alfa Romeo 8C 2300MM     | 8 |
| 3           |  | 6  | Scuderia Ferrari | Guido d’Ippolito | Alfa Romeo 8C 2300MM     | 8 |
| 4           |  |    | XXX              | XXX              |                          |   |
| 5           |  |    | XXX              | XXX              |                          |   |
| 6           |  |    | XXX              | XXX              |                          |   |
| 7           |  |    | XXX              | XXX              |                          |   |
| 8           |  |    | XXX              | XXX              |                          |   |
| 9           |  |    | XXX              | XXX              |                          |   |
| Ausgefallen |  |    |                  |                  |                          |   |
| 10          |  | 24 | Scuderia Ferrari | Eugenio Siena    | Alfa Romeo 8C 2300MM     |   |

### Nur in der Meldeliste
Zu diesem Rennen sind keine weiteren Meldungen bekannt.

### Klassensieger
Zu diesem Rennen sind keine Klassensieger bekannt.

### Renndaten
- Gemeldet: 10
- Gestartet: 10
- Gewertet: 9
- Rennklassen: unbekannt
- Zuschauer: unbekannt
- Wetter am Renntag: unbekannt
- Streckenlänge: 52,000 km
- Fahrzeit des Siegerteams: 4:55:47,000 Stunden
- Gesamtrunden des Siegerteams: 8
- Gesamtdistanz des Siegerteams: 416,000 km
- Siegerschnitt: 84,390 km/h
- Pole Position: unbekannt
- Schnellste Rennrunde: Pietro Ghersi – Alfa Romeo 8C 2300 Monza (#18) – 35.57,800 – 86,770 km/h
- Rennserie: zählte zu keiner Rennserie